# Blackville (New Brunswick)

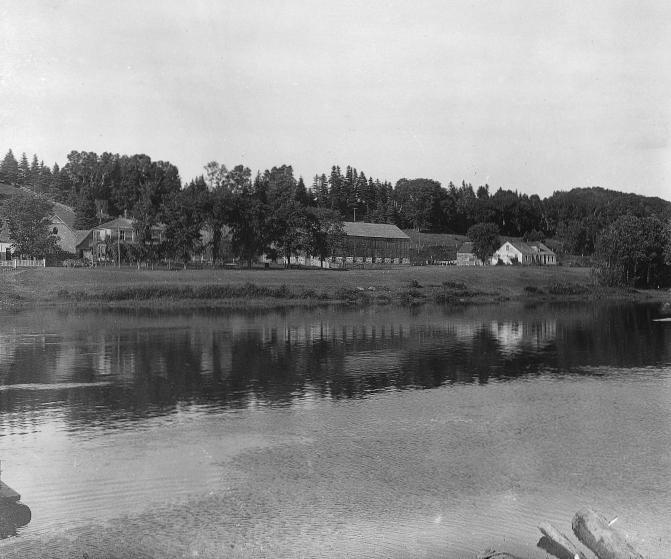
Blackville um 1915

Blackville ist ein Dorf in der kanadischen Provinz New Brunswick. Der Ort hat 958 Einwohner (Stand: 2016). 2011 betrug die Einwohnerzahl 990.

## Geografie
Blackville liegt im Northumberland County direkt am Miramichi River. Rund 40 Kilometer nordöstlich befindet sich Miramichi. Die  Verbindungsstraßen New Brunswick Route 8 und New Brunswick Route 118 treffen sich in der Ortsmitte.

## Geschichte
Die Gemeinde wurde 1830 gegründet und erhielt zu Ehren von William Black, einem Mitglied der Regierung von New Brunswick den Namen Blackville. Im Jahr 1866 lebten dort 20 Familien und betrieben Holz- und Landwirtschaft. Nachdem 1898 die Canada Eastern Railway eine Station in dem Ort eröffnete, wuchs die Einwohnerzahl an:
| Jahr | Einwohner |
| ---- | --------- |
| 1871 | 450       |
| 1898 | 600       |
| 1981 | 892       |
| 1991 | 938       |
| 2001 | 1015      |
| 2011 | 990       |

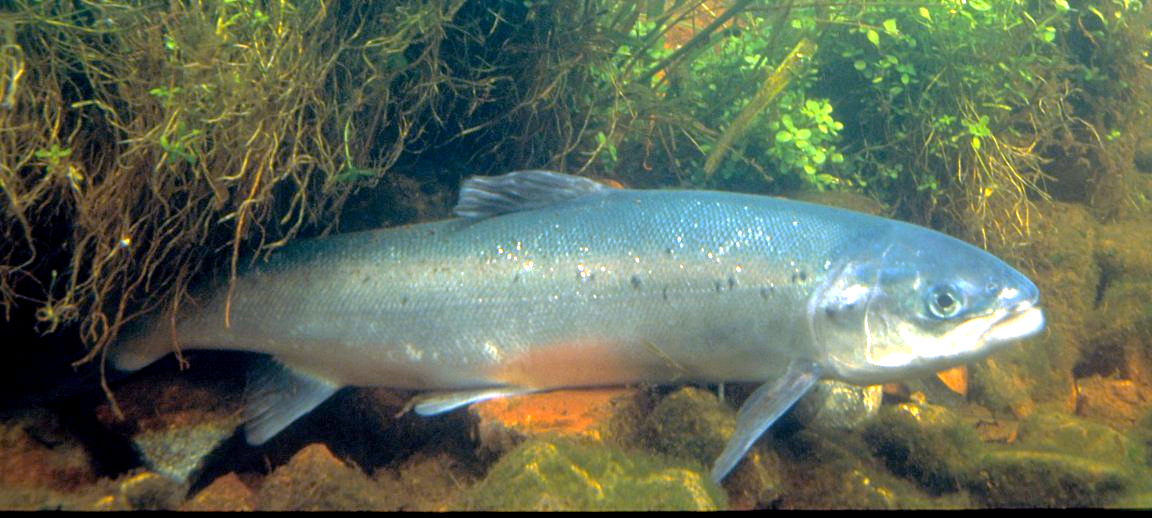
Atlantischer Lachs

Als Folge der Betriebseinstellung eines Sägewerks im Jahr 2007 stieg die Arbeitslosenzahl  und die Einwohnerzahl fiel leicht. 
Eine wichtige Lebensgrundlage der Einwohner ist heute der Tourismus. Bereits im Frühjahr beginnt die Fischfang-Saison. Im Miramichi-River wandern dann im Sommer und Herbst riesige Schwärme von Lachsen (Salmo salar). Das Fischen mit speziellen Lizenzen wird zahlreich angeboten. Blackville ist ein Mittelpunkt der Lachs-Sportfischerei und bezeichnet sich gerne als The Salmon Capital of the Miramichi (Das Lachs-Zentrum der Miramichi-Region).
Im Winter werden für Besucher Snowmobil-Touren in die Umgebung organisiert.

## Historische Anlagen
Blackville verfügt über einige historisch wertvolle Gebäude, die auf der List of historic places in Northumberland County, New Brunswick verzeichnet sind:
- James Bean Store
- Gerrish House
- Schaffer's Store
- Sturgeon's Store
- Walls House